# Okka Gundel

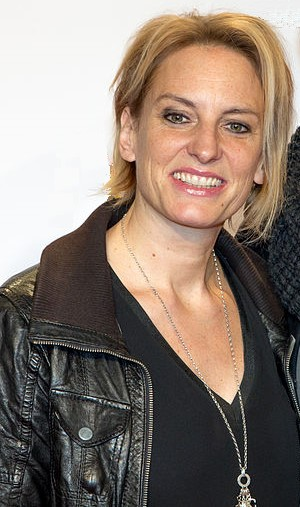
Okka Gundel 2015

Okka Gundel (* 28. Dezember 1974 in Aurich) ist eine deutsche Journalistin, Fernsehmoderatorin und Autorin.

## Werdegang
Okka Gundel ist die Tochter einer Lehrerin und eines Kapitäns. Ihr älterer Bruder ist der ehemalige Fußballspieler Jan-Uwe Gundel. Nach dem Abitur studierte Gundel an der Sorbonne in Paris, in Göttingen und Nizza zunächst Französisch und anschließend Sozialwissenschaften (Sportwissenschaften, Publizistik, Soziologie). Sie beendete ihr Studium als M.A. Während dieser Zeit arbeitete sie beim Göttinger Tageblatt und dem NDR. Nach erfolgreichem Studium begann Gundel ihre Dissertation zum Thema 'Personal Branding im Hochleistungssport', die sie jedoch nach dem Wechsel vom NDR zum WDR im Jahr 2002 nicht weiter verfolgte. Beim WDR in Köln absolvierte sie zunächst ein Programm-Volontariat und moderiert seit 2004 unterschiedliche Sportformate im WDR-Fernsehen. Seit 2008 ist Gundel auch in der ARD zu sehen. Bekannt ist sie aus den Tagesthemen, der Sportschau und dem ARD-Morgenmagazin.
Zur Fußball-Weltmeisterschaft der Frauen 2011 in Deutschland veröffentlichte Okka Gundel ihr erstes Buch Elf Freundinnen müsst ihr sein. Bei der Nordwest-Zeitung (NWZ) mit Sitz in Oldenburg ist sie seit 2011 als ständige Kolumnistin tätig.
Okka Gundel moderiert auch unterschiedliche Veranstaltungen mit den Schwerpunkten Sport, Gesellschaft, Kultur und Alzheimer. Sie war mehrfach als Moderatorin bei der Frankfurter Buchmesse und der lit.Cologne.

## Soziales Engagement
Seit 2012 ist Okka Gundel Erste Botschafterin der Alzheimer Forschung Initiative e. V. (AFI) mit Sitz in Düsseldorf sowie seit 2022 der Brustkrebs-Plattform „PINK – aktiv gegen Brustkrebs“ mit Sitz in Hamburg. Seit 2023 ist sie Botschafterin der „Mediensucht-Prävention NRW e.V.“ mit Sitz in Köln.

## Auszeichnungen
2006 gewann Okka Gundel für die Präsentation der Fußball-WM der Menschen mit geistiger Behinderung den German Paralympic Media Award.
2022 wurde Okka Gundel für ihr ehrenamtliches Engagement bei der Alzheimer-Forschung-Initiative mit dem Health Media Award ausgezeichnet.

## Privates
Okka Gundel lebt mit ihrem Mann, zwei Töchtern (* 2007, * 2010) und einem Sohn (* 2012) in Köln. Im Jahr 2020 machte sie eine Brustkrebserkrankung öffentlich. Nach überstandener Chemotherapie kehrte Gundel nach neun Monaten Pause im November 2020 in den ARD-Tagesthemen mit neuem Look zurück auf den Bildschirm. Seit ihrer Erkrankung setzt sie sich für die Enttabuisierung im Umgang mit Krebserkrankungen ein und spricht öffentlich über ihre eigenen Erfahrungen als Krebspatientin. Sie war u. a. zu Gast in der NDR-Talkshow (2020) bei Barbara Schöneberger und Hubertus Meyer-Burckhardt, dem Kölner Treff (2021) bei Susan Link und Micky Beisenherz, bei DAS auf dem roten Sofa (2021) bei Bettina Tietjen und in der ARD-Sendung 'Leichter leben' (2022) bei Elena Uhlig und Johannes Wimmer.

## Veröffentlichungen
- Elf Freundinnen müsst ihr sein. Warum Frauenfußball begeistert. Knaur-Taschenbuch-Verlag, München 2011, ISBN 978-3-426-78449-5.